# Jümme (flod)
Jümme er en biflod til Leda. Den har sine kilder i Aper Tief i Oldenburger Geest og i Soeste. Jümme har fra Aper Tief til udmundingen i Leda ved Wiltshausen en længde på 18 km og påvirkes af tidevandet. 
Kommunesamarbejdet Jümme har navn efter floden.
Sammen med Leda danner Jümme det såkaldte „Zweistromland“, Leda-Jümme-Gebiet, der regnes for et af de landskabsmæssigt smukkeste områder i Østfrisland. Her er også talrige småsøer, som den 11 hektar store Jümmesee. 

## Skibsfart
Jümme kan nås via Elisabethfehnkanal og Leda. Den kan besejles med fartøjer op til en længde på 20 m, en bredde på 4,5 m og med en dybgang på op til 1,2 m. Der er to klapbroer, der kan åbnes hvis man melder det i forvejen.
Ved Wiltshausen i Leer findes Nordeuropas ældste håndtrukne færge, Pünte, som går over Jümme til Amdorf .